# La Malène
La Malène is een gemeente in het Franse departement Lozère (regio Occitanie) en telt 171 inwoners (1999). De plaats maakt deel uit van het arrondissement Florac.
Van hieruit beginnen veel kano-tochten op de rivier de Tarn.

## Geografie
De oppervlakte van La Malène bedraagt 37,6 km², de bevolkingsdichtheid is 4,5 inwoners per km².

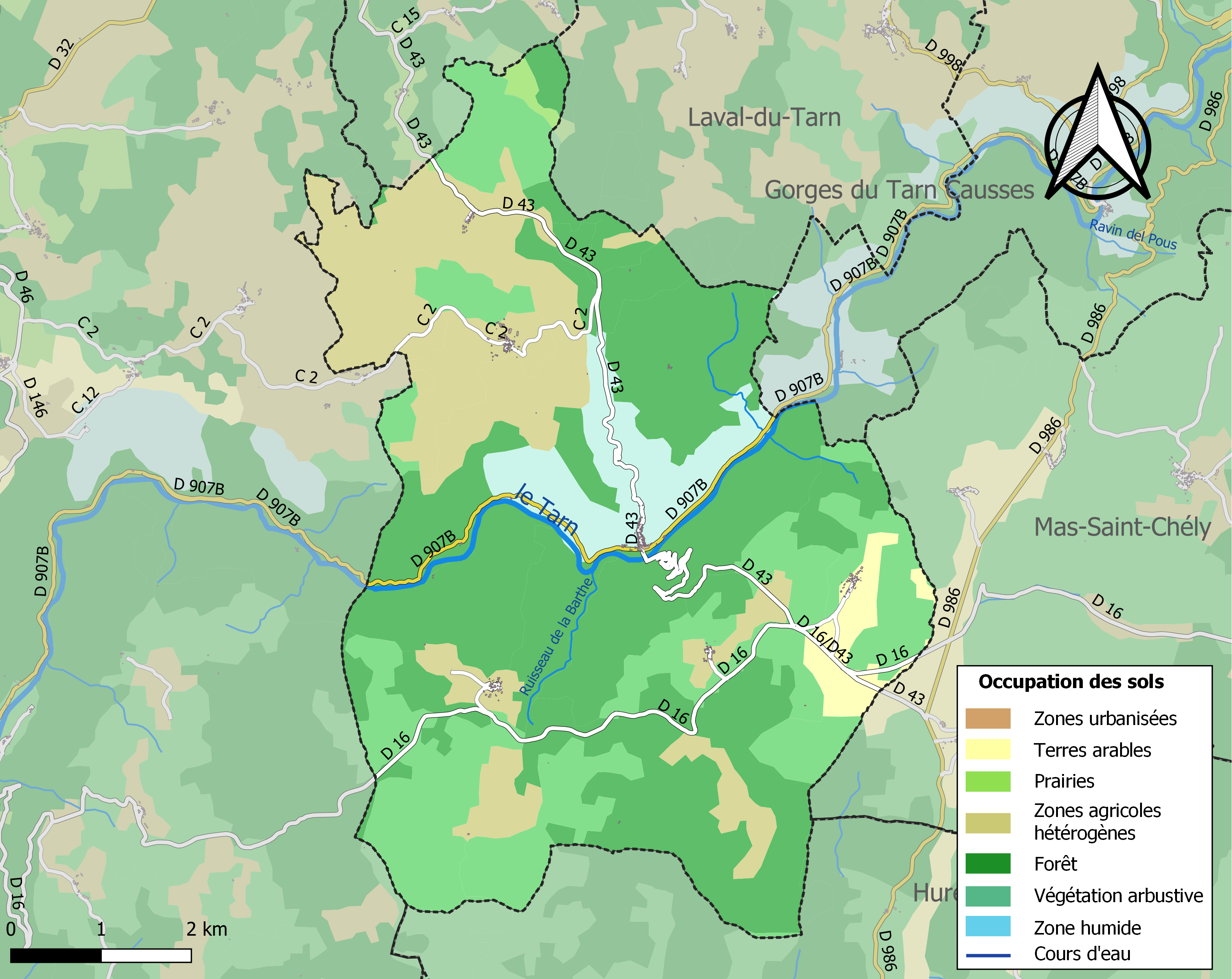
Kaart van de gemeente met de belangrijkste infrastructuur, bodemgebruik en omliggende gemeenten

## Bezienswaardigheden
- Gorges du Tarn

## Demografie
Onderstaande figuur toont het verloop van het inwonertal (bron: INSEE-tellingen).